# Sport Club Rio Branco
Sport Club Rio Branco é um clube de futebol brasileiro já extinto, da cidade de Bagé, Rio Grande do Sul.  As cores de sua camisa eram o verde e amarelo, listradas verticalmente. O clube teve importante passagem no cenário esportivo gaúcho, realizando vários amistosos e excursões dentro do estado. Em 1920 fundiu-se com o 14 de Julho, também da cidade de Bagé, dando origem ao Grêmio Esportivo Bagé, clube que mantém-se em atividade.

## História

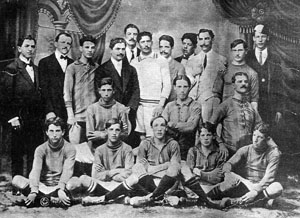
Equipe do Rio Branco, em 1911. Utilizava a camisa listrada, nas cores verde e amarelo. Foi clube fundador da FGF, e um dos dois clubes que originou o Bagé.

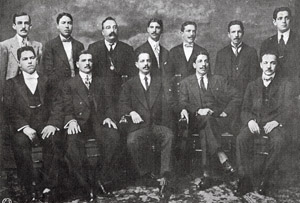
Dirigentes do Rio Branco em 1911

Mesmo na imprensa bageense não fica clara a data exata de fundação do clube. Entretanto, já em 1910 aparecem referências sobre jogos da equipe, sendo este ano, portanto, se não o da fundação, o primeiro ano (até agora) em que consta o aparecimento da equipe em jogos de futebol. No que diz respeito à imprensa de Porto Alegre, o Rio Branco bageense é citado desde 1912 em reportagens do jornal Correio do Povo.

### Equipes em 1914 e 1918

#### 1914
Em 1914, o Rio Branco formou com:
Duarte, Lebrato e Brasil I: Amaral, Machado e Antônio; Júlio, Brasil II, Salab, Hugo e Avancini.
- Esta escalação é de um amistoso em 1914, que resultou em 0 x 0, contra uma equipe chamada Carlos Gomes, em Bagé.

Ainda em 1914, enfrentou ao Grêmio Porto Alegrense, em Porto Alegre, no Estádio da Baixada. Na edição do Jornal A Federação, do dia 20 de novembro de 1914, consta a seguinte escalação do Rio Branco para o jogo amistoso:
- Aroldo, Liberato, Brasil; Alcalde, Machado, Avancini; Vinhas, Pires, Salaberry, Oliveira e Borba.
Nessa mesma excursão, o Rio Branco ainda empatou com  Internacional e Fussball, pelos placares de 4 x 4 e 1 x 1, respectivamente.

#### 1918
Em 1918, jogavam pelo Rio Branco: Pato, Carpes e Carlos Suñe (capitão da equipe); Fernandes, Juca e Turíbio Alcalde; Diogo, Chico, Oliveira, Lebrato e Lucídio.
Presidente: Viriato Azambuja (um dos fundadores do Grêmio Esportivo Bagé).

## Alguns dos jogos
1912 - Seleção Carioca 1 x 1 Rio Branco (jogo realizado em Pelotas)
1913 - Guarany(Pelotas) 1 x 7 Rio Branco
1913 - Seleção de Pelotas 1 x 3 Rio Branco
1914 - Rio Branco 0 x 0 Carlos Gomes (Bagé)
1914 - Grêmio 2 x 0 Rio Branco
1915 - Rio Branco 10 x 0 Grêmio Futebol Bageense
1918 - Guarany 2 x 0 Rio Branco

## Amistosos históricos
Em 1912, o Rio Branco realizou a primeira partida de um clube de Bagé contra uma equipe de outro Estado. O jogo foi contra a seleção Paulista, mas carecem fontes para conhecer o placar deste encontro.
A Seleção Paulista trazia jogadores consagrados à epóca, como Rubens Salles, Formiga, Bicudo, Gullo e Procópio.
Também em 1912, o Rio Branco, jogando em Pelotas, enfrentou a Seleção Carioca, jogo que terminou em 1 x 1, com Turíbio Alcalde marcando o gol do clube bageense. Por muitos anos, mais precisamente até 2010, era considerado como primeiro confronto interestadual de um clube da cidade de Bagé, um confronto entre Guarany (Bagé) x Guarany (Ponta Grossa), que ocorreu em 1917. Mas através de pesquisas do jornalista bageense Mário Nogueira Lopes, publicada no Jornal Minuano, de Bagé (ver fontes anteriores deste artigo), a nova informação tornou-se pública.

## Clube fundador
O Rio Branco participou da criação da FRGD (Federação Rio-grandense de Desportos), em 18 de maio de 1918, que mais tarde viria a ser a atual Federação Gaúcha de Futebol.

## Novo clube
Em 5 de agosto de 1920, com a fusão entre Rio Branco e 14 de Julho, surgia o Grêmio Esportivo Bagé.